# Войтиховский, Максим Игоревич
Максим Игоревич Войтиховский (укр. Максим Ігорович Войтіховський; род. 7 января 1999, Тернополь) — украинский футболист, защитник клуба «Агробизнес».

## Биография
Максим Войтиховский является воспитанником тернопольской ДЮСШ и академии «Днепра».
С 2016 по 2018 год полузащитник выступал за «Днепр»: в сезоне 2016/17 — за молодежные команды, в сезоне 2017/18 — за основу во Второй лиге.
С лета 2018 года Войтиховский был игроком одесского «Черноморца». В сезоне 2018/19 он играл за молодежный состав «Черноморца» в Молодежном чемпионате Украины, а с 2019 года начал играть и в основном составе «моряков» в Первой лиге чемпионата Украины, в основном на позиции защитника. В ноябре 2019 года он не подошел новому наставнику одесситов Остапу Маркевичу и стал свободным агентом.
В феврале 2020 года Максим Войтиховский в качестве свободного агента стал игроком донецкого «Шахтёра». В «Шахтёре» успел поиграть только за молодежную команду.
С августа 2020 года подписал контракт с луцкой «Волынью».
1 июля 2022 во второй раз стал игроком одесского «Черноморца».